# 탐구생활 (음악가)
탐구생활(Tamgu Life)은 대한민국의 음악가이다.
밴드 크랜필드의 보컬, 송라이터인 이성혁의 솔로 프로젝트이며 2017년 11월 1일 첫 싱글 불꽃들이 터지면을 발표했다.

## 멤버
- 이성혁 1984년생 - 보컬, 작사/곡, 연주

## 음반
- 불꽃들이 터지면(2017) 디지털 싱글
- 꿈꾸지 않아도(2017) 디지털 싱글
- 사람들이 너무 많아요(2018) EP